# コニフェリルアルコールデヒドロゲナーゼ
コニフェリルアルコールデヒドロゲナーゼ（coniferyl-alcohol dehydrogenase, CAD）は、次の化学反応を触媒する酸化還元酵素である。
コニフェリルアルコール + NADP+ {\displaystyle \rightleftharpoons } コニフェリルアルデヒド + NADPH + H+
反応式の通り、この酵素の基質はコニフェリルアルコールとNADP+、生成物はコニフェリルアルデヒドとNADPHとH+である。
組織名はconiferyl-alcohol:NADP+ oxidoreductaseである。